# Camilla Thulin
Camilla Thulin, född 4 april 1961 i Nysund i Örebro län, är en svensk modeskapare och kostymtecknare.  

## Biografi
Thulin designade dräkter till musikgruppen Army of Lovers. I den allra första videon med Army of Lovers – "When the Night Is Cold" (1988) – medverkade Thulin även själv på bild.
Hon var vidare rådgivare till Lars Leijonborg om hans framtoning inför valet 2002. Thulin arbetar även som kostymör för bland andra Göteborgsoperan och Stockholms stadsteater, och hon har skapat kläder till Lill-Babs jubileumsshow, Björn Skifs show och Christer Sjögrens show. 
År 2005 gav hon ut boken Stil, och under hösten 2007 kom hennes bok Karlar med stil där även hennes sambo Johan Rabaeus medverkar som modell. 
Thulin var 2014 programledare i UR:s serie Kvalitet som handlade om kläder, klädproduktion och kvalitet. 
Efter att de hade varit ett par sedan 1993 gifte sig Thulin med skådespelaren Johan Rabaeus 2024.

## Teater

### Kostym
| År   | Produktion                                                                         | Upphovsmän                                                                                       | Regi               | Teater                     |
| ---- | ---------------------------------------------------------------------------------- | ------------------------------------------------------------------------------------------------ | ------------------ | -------------------------- |
| 1991 | Flott och lagom, revy                                                              | Sven Hugo Persson, Kar de Mumma, Calle Norlén, Carl Zetterström, Tomas Tivemark, Katrin Sundberg | Thomas Ryberger    | Stora Teatern              |
| 1992 | Apan                                                                               | Ika Nord                                                                                         | Ika Nord           | Dansens hus                |
| 1995 | Det är från polisen An Inspector Calls                                             | J.B. Priestley Översättning Carl-Edward Nattsén                                                  | Benny Fredriksson  | Stockholms stadsteater     |
| 1996 | A Chorus Line                                                                      | James Kirkwood, Nicholas Dante, Edward Kleban och Marvin Hamlisch                                | Thomas Ryberger    | Riksteatern/ Stora Teatern |
| 1996 | Rika barn leka bäst                                                                | Carin Mannheimer                                                                                 | Lena Söderblom     | Stockholms stadsteater     |
| 1998 | Little Shop of Horrors                                                             | Alan Menken och Howard Ashman Översättning Calle Norlén                                          | Magnus Bergquist   | Östgötateatern             |
| 1999 | Piaf                                                                               | Pam Gems Översättning Bodil Malmsten                                                             | Benny Fredriksson  | Stockholms stadsteater     |
| 2001 | Evita                                                                              | Andrew Lloyd Webber och Tim Rice                                                                 | Ronny Danielsson   | Göteborgsoperan            |
| 2001 | En kul grej hände på väg till Forum A Funny Thing Happened On The Way To The Forum | Stephen Sondheim, Burt Shevelove och Larry Gelbart                                               | Staffan Aspegren   | Östgötateatern             |
| 2002 | A Chorus Line                                                                      | James Kirkwood, Nicholas Dante, Edward Kleban och Marvin Hamlisch Översättning Erik Fägerborn    | Staffan Aspegren   | Göteborgsoperan            |
| 2003 | Victor/Victoria                                                                    | Blake Edwards, Leslie Bricusse, Henry Mancini och Frank Wildhorn                                 | Anders Aldgård     | Oscarsteatern              |
| 2003 | Sound of Music                                                                     | Richard Rodgers och Oscar Hammerstein Översättning Staffan Götestam och Erik Fägerborn           | Staffan Aspegren   | Göteborgsoperan            |
| 2004 | Jag är min egen fru I Am My Own Wife                                               | Doug Wright Översättning Magnus Lindman                                                          | Rickard Günther    | Stockholms stadsteater     |
| 2005 | Nattpromenad                                                                       | Jonas Karlsson                                                                                   | Emma Bucht         | Stockholms stadsteater     |
| 2005 | Amadeus                                                                            | Peter Shaffer Översättning Göran O. Eriksson                                                     | Staffan Aspegren   | Stockholms stadsteater     |
| 2005 | Kiss Me, Kate                                                                      | Cole Porter, Samuel Spewack och Bella Spewack Översättning Ulricha Johnson                       | Staffan Aspegren   | Göteborgsoperan            |
| 2006 | Jösses flickor – Återkomsten                                                       | Margareta Garpe, Suzanne Osten och Malin Axelsson                                                | Maria Löfgren      | Stockholms stadsteater     |
| 2006 | När Harry mötte Sally When Harry Met Sally                                         | Nora Ephron Översättning Christina Herrström                                                     | Emma Bucht         | Stockholms stadsteater     |
| 2007 | The Wedding Singer                                                                 | Matthew Sklar, Chad Beguelin och Tim Herlihy                                                     | Staffan Aspegren   | Wermland Opera             |
| 2007 | Rivierans Guldgossar Dirty Rotten Scoundrels                                       | David Yazbek och Jeffrey Lane                                                                    | Bo Hermansson      | Cirkus, Stockholm          |
| 2008 | Jekyll & Hyde – the musical                                                        | Frank Wildhorn och Leslie Bricusse                                                               | Staffan Aspegren   | Chinateatern               |
| 2008 | My Fair Lady                                                                       | Frederick Loewe och Alan Jay Lerner                                                              | Tomas Alfredson    | Oscarsteatern              |
| 2009 | Massakerguden Le Dieu du carnage                                                   | Yasmina Reza Översättning Anders Bodegård                                                        | Staffan Roos       | Dramaten                   |
| 2009 | Den girige L'Avare                                                                 | Molière Översättning Allan Bergstrand                                                            | Gösta Ekman        | Dramaten                   |
| 2009 | Askungen                                                                           | Sofia Fredén                                                                                     | Malin Stenberg     | Dramaten                   |
| 2010 | Om kärlek                                                                          | Lars Norén                                                                                       | Sara Giese         | Dramaten                   |
| 2010 | Negerns och hundarnas kamp Combat de nègre et de chiens                            | Bernard-Marie Koltès Översättning Katarina Frostenson och Jean Claude Arnault                    | Sunil Munshi       | Teater Giljotin            |
| 2010 | Zpanska flugan Die spanische Fliege                                                | Franz Arnold och Ernst Bach Bearbetning Peter Dalle och Robert Gustafsson                        | Leif Lindblom      | Krusenstiernska teatern    |
| 2010 | Sugar - I hetaste laget Sugar                                                      | Jule Styne, Bob Merrill och Peter Stone                                                          | Bo Hermansson      | Oscarsteatern              |
| 2010 | Maria Callas – Obesvarat liv                                                       | Lucas Svensson                                                                                   | Linus Fellbom      | Stockholms stadsteater     |
| 2011 | Hair                                                                               | Gerome Ragni, James Rado och Galt MacDermot Översättning Rikard Bergqvist                        | Ronny Danielsson   | Stockholms stadsteater     |
| 2012 | Hjälten från Kalmarsund Der kühne Schwimmer                                        | Franz Arnold och Ernst Bach                                                                      | Bo Hermansson      | Krusenstiernska teatern    |
| 2013 | Vem är rädd för Virginia Woolf? Who's Afraid of Virginia Woolf?                    | Edward Albee Översättning Östen Sjöstrand                                                        | Sunil Munshi       | Uppsala stadsteater        |
| 2014 | Doktor Zjivago Doctor Zhivago                                                      | Lucy Simon, Michael Korie, Amy Powers och Michael Weller                                         | Ronny Danielsson   | Malmö Opera                |
| 2014 | Charmörer på vift Der wahre Jacob                                                  | Franz Arnold och Ernst Bach                                                                      | Bo Hermansson      | Krusenstiernska teatern    |
| 2014 | Flashdance the musical                                                             | Tom Hedley och Robert Cary                                                                       | Anders Albien      | Chinateatern               |
| 2015 | Tresteg i snedsteg Anyone for Breakfast?                                           | Derek Benfield Översättning Adde Malmberg                                                        | Adde Malmberg      | Krusenstiernska teatern    |
| 2015 | Jersey Boys                                                                        | Marshall Brickman och Rick Elice                                                                 | Anders Albien      | Chinateatern               |
| 2015 | Förklädet The Drowsy Chaperone                                                     | Bob Martin, Don McKellar, Lisa Lambert och Greg Morrison                                         | Edward af Sillén   | Göta Lejon                 |
| 2015 | Diktatorsfruar Ich bin wie ihr, ich liebe Äpfel                                    | Theresia Walser Översättning Marc Mathiesen                                                      | Sunil Munshi       | Uppsala stadsteater        |
| 2016 | Rakt ner i fickan Cash on delivery                                                 | Michael Cooney                                                                                   | Edward af Sillén   | Krusenstiernska teatern    |
| 2016 | Bullets over Broadway                                                              | Woody Allen Översättning Calle Norlén                                                            | Emma Bucht         | Göta Lejon                 |
| 2016 | Maratondansen They Shoot Horses, Don't They?                                       | Horace McCoy                                                                                     | Kenneth Kvarnström | Kulturhuset Stadsteatern   |
| 2017 | The Book of Mormon                                                                 | Matt Stone, Trey Parker och Robert Lopez Översättning Anders Albien                              | Anders Albien      | Chinateatern               |
| 2017 | Petra von Kants bittra tårar Die bitteren Tränen der Petra von Kant                | Rainer Werner Fassbinder Översättning Lars Bjurman                                               | Sunil Munshi       | Dramaten                   |
| 2017 | Flaggan i topp Hurra, ein Junge                                                    | Franz Arnold och Ernst Bach Bearbetning Adde Malmberg                                            | Adde Malmberg      | Krusenstiernska teatern    |
| 2018 | Pippin                                                                             | Stephen Schwartz och Roger O Hirson Översättning Edward af Sillén och Daniel Réhn                | Ronny Danielsson   | Malmö Opera                |
| 2018 | Camera                                                                             | Jan-Erik Sääf och Staffan Aspegren                                                               | Eva Gröndahl       | Östgötateatern             |
| 2018 | On The Town                                                                        | Betty Comden, Adolph Green och Leonard Bernstein                                                 | Roine Söderlundh   | Kulturhuset Spira          |
| 2018 | Ghost                                                                              | Dave Stewart, Glen Ballard och Bruce Joel Rubin Översättning Anders Albien och Amanda Albien     | Anders Albien      | Chinateatern               |
| 2019 | Kvinnan som är jag                                                                 | Lisa Nilsson                                                                                     | Anna Ståhl         | Rival                      |
| 2019 | Trassel Out of Order                                                               | Ray Cooney Översättning Edward af Sillén                                                         | Edward af Sillén   | Krusenstiernska teatern    |
| 2019 | En värsting till syster Sister Act                                                 | Alan Menken, Glenn Slater, Cheri Steinkellner och Bill Steinkellner Översättning Anders Albien   | Anders Albien      | Chinateatern               |
| 2020 | Funny Girl                                                                         | Jule Styne, Bob Merrill och Isobel Lennart Översättning Calle Norlén                             | Ronny Danielsson   | Malmö Opera                |
| 2021 | Sound of Music                                                                     | Richard Rodgers, Oscar Hammerstein, Howard Lindsay och Russel Crouse Översättning Erik Fägerborn | Ronny Danielsson   | Kulturhuset Stadsteatern   |
| 2021 | She loves me                                                                       | Joe Masteroff, Jerry Book och Sheldon Harnick Översättning Calle Norlén                          | Roine Söderlundh   | Kulturhuset Spira          |
| 2025 | Kinky Boots                                                                        | Harvey Fierstein och Cyndi Lauper Översättning Calle Norlén                                      | Ronny Danielsson   | Uppsala stadsteater        |
| 2025 | Gertrude Stein, Gertrude Stein, Gertrude Stein                                     | Marty Martin Översättning Lotta Olsson                                                           | Carl Johan Karlson | Dramaten                   |